# Fredensborg Slotskirke
Fredensborg Slotskirke er en kirke i tilknytning til Fredensborg Slot.
Kongefamilien bruger primært Fredensborg Slotskirke til dens kirkelige handlinger. Dog har dronningen fastholdt den århundredgamle tradition, at slotskirken stilles til rådighed for menighederne i Asminderød-Grønholt sogne, og derfor holdes der åbne gudstjenester i kirken næsten hver søndag.

## Historie
Oprindeligt blev der ikke opført en kirke i forbindelse med det nye slot, da det primært var tiltænkt som en sommeresidens for kongen. I stedet holdt hofprædikanter hyppigt gemaksprædikener, mens de faste beboere blev henvist til sognekirken i Asminderød. Da Frederik 4. begyndte at bruge slottet mere permanent projekterede man i 1724 en række nye bygninger, deriblandt en slotskirke, der blev indviet af kongelig konfessionarius Søren Lintrup 11. oktober 1726. Slottet, og derved den nye kirke, forblev dog i Asminderød Sogn, således at kirken ikke har sit eget sogn. Forholdet mellem den nye kirke og sognekirken var dog ikke helt afgrænset. Da der udenfor slotsporten voksede en lille by op, med beboere der fortrinsvis havde deres gang på slottet opstod der tvivl om hjemhørsforholdet. Således klagede Asminderøds degn i 1735 over at slotskantoren betog ham hans biindtægter. Amtmanden udstedte da en erklæring om, at kun de kongelige betjente kunne benytte slotskirken, mens alle andre — marketenderen undtaget — skulle svare til degnen i Asminderød. Tvivlspørgsmålet var dog oppe mange gange, bl.a. fordi fordi den lokale præst gjorde tjeneste i kirken. I 1700-tallet lød kaldsbreve altid på, at den nyudnævnte sognepræst til Asminderød og Grønholt sogne også skulle fungere som slotspræst ved Fredensborg. Således blev præsterne der kaldtes i 1728, 1738 og 1743 udnævnt til "Slotspræst i Fredensborg og sognepræst til Asminderød og Grønholts sogne".

## Kongelige kirkehandlinger
| Person                                                 | Årstal | Dato          | Handling     |
| ------------------------------------------------------ | ------ | ------------- | ------------ |
| Prinsesse Sophie Magdalene                             | 1761   | 21. juni      | Konfirmation |
| Prinsesse Vilhelmine Caroline                          | 1762   | 18. april     | Konfirmation |
| Prinsesse Louise                                       | 1764   | 4. november   | Konfirmation |
| Prinsesse Thyra                                        | 1870   | 27. maj       | Konfirmation |
| Prins Valdemar                                         | 1874   | 16. december  | Konfirmation |
| Prins Wilhelm af Slesvig-Holsten-Sønderborg-Glücksborg | 1893   | 13. december  | Bisættelse   |
| Arveprins Knud                                         | 1900   | 14. september | Dåb          |
| Frederik 9.                                            | 1915   | 7. november   | Konfirmation |
| Arveprins Knud                                         | 1915   | 7. november   | Konfirmation |
| Prinsesse Dagmar                                       | 1922   |               | Bryllup      |
| Arveprins Knud                                         | 1933   | 8. september  | Bryllup      |
| Prins Gustav                                           | 1944   |               | Bisættelse   |
| Margrethe 2.                                           | 1955   |               | Konfirmation |
| Prinsesse Benedikte                                    | 1959   |               | Konfirmation |
| Dronning Anne-Marie                                    | 1961   |               | Konfirmation |
| Prinsesse Benedikte                                    | 1968   | 3. februar    | Bryllup      |
| Kronprins Frederik                                     | 1981   |               | Konfirmation |
| Prins Joachim                                          | 1982   | 10. juni      | Konfirmation |
| Prins Nikolai                                          | 1999   | 6. november   | Dåb          |
| Prinsesse Isabella                                     | 2007   | 1. juli       | Dåb          |
| Prins Nikolai                                          | 2013   | 18. maj       | Konfirmation |
| Prins Felix                                            | 2017   | 1. april      | Konfirmation |
| Prins Christian                                        | 2021   | 15. maj       | Konfirmation |
| Prinsesse Isabella                                     | 2022   | 30. april     | Konfirmation |

## Eksterne kilder og henvisninger
- Danmarks Kirker II – Frederiksborg Amt 2. Bind af E. Moltke mfl., G. E. C. Gads Forlag 1967. [DKF]
- Side om kirken på Kongehuset.dk Arkiveret 24. november 2010 hos  Wayback Machine
- Fredensborg Slotskirke Arkiveret 19. juli 2014 hos  Wayback Machine hos KortTilKirken.dk
- Fredensborg Slotskirke Arkiveret 17. oktober 2014 hos  Wayback Machine hos danmarkskirker.natmus.dk (Danmarks Kirker, Nationalmuseet)

|  | Denne artikel om en kirke kan blive bedre, hvis der indsættes et (bedre) billede. Du kan hjælpe ved at afsøge Wikimedia Commons for et passende billede eller uploade et godt billede til Wikimedia Commons iht. de tilladte licenser og indsætte det i artiklen. |